# Флотація кварцу

Флотація кварцу

## Кварц як об'єкт флотації
Кварц SiO2 — мінерал класу простих оксидів і гідрооксидів, головний мінерал сімейства кремнезему, широко розповсюджений у літосфері. Найважливіший і найпоширеніший супутник інших мінералів, тому його флотаційні властивості необхідно враховувати при розробці технології збагачення. 
Кварц є гранично гідрофільним мінералом. Якщо його поверхня ретельно очищена від можливих жирових забруднень, крапля води розтікається по поверхні, і крайовий кут приймає майже нульове значення. Встановлено, що кварц добре флотується катіонними збирачами і, навпаки, не може флотуватись аніонними збирачами. Для флотації кварцу аніонними збирачами необхідна його попередня активація йонами важких металів. З йонів важких металів, які активують кварц, найважливіші з практичного погляду йони заліза і міді. Активований залізом або міддю кварц дуже ефективно депресується сірчистим натрієм, що дозволяє здійснити відділення кварцу від інших несульфідних мінералів карбоксильними збирачами. При цьому поверхнева сполука кварцу з металом-активатором руйнується і утворюються сірчані мідь і залізо, які легко відшаровуються від кварцу. Активований міддю і залізом кварц флотується тільки в слаболужному середовищі, а в сильнолужному і особливо в кислому середовищі настає його депресія. Можливість флотації кварцу катіонними збирачами дозволяє здійснити для деяких несульфідних руд зворотну флотацію (кварц — пінний продукт, корисні мінерали — камерний). Схема переробки кварцової сировини з метою одержання прозорого чистого кварцу для електронної промисловості наведена на рис.

## Опис технології флотації кварцу
Відповідно до технологічної схеми руда дробиться у щокових дробарках у дві-три стадії, подрібнюється до крупності 50—60 % класу –0,074 мм. Подрібнення здійснюється в рудногалькових млинах, щоб уникнути назалізнення частинок кварцу. Млини працюють у замкненому циклі зі спіральними класифікаторами. Подрібнений продукт направляється на мокру магнітну сепарацію для відділення залізовмісних домішок. Немагнітний продукт після знешламлення надходить на основну і дві контрольних флотації. 
Флотація здійснюється у лужному середовищі (рН = 9 – 10), яке створюється подачею у млини соди (1,5—1,8 кг/т). Витрати збирачів АНП і омиленого дистильованого масла становлять по 150—200 г/т. Пінний продукт зворотної флотації направляється у відвал, а камерний є кварцовим концентратом. Кварцові концентрати використовуються в скляній і легкій промисловості, в електронній і радіотехнічній, у хімічній і машинобудівній промисловості і навіть як конструкційний матеріал у космічній техніці.